# Pieter Nuyts (junior)
Pieter Nuyts (Middelburg, 1640 – Etten, maart 1709) was een Nederlandse dichter, toneelschrijver en vertaler. Hij was in de 17e eeuw onder meer schout van Etten, Leur en Sprundel in Brabant. Vanaf 1699 was hij directeur van de Amsterdamse Schouwburg.

## Levensloop

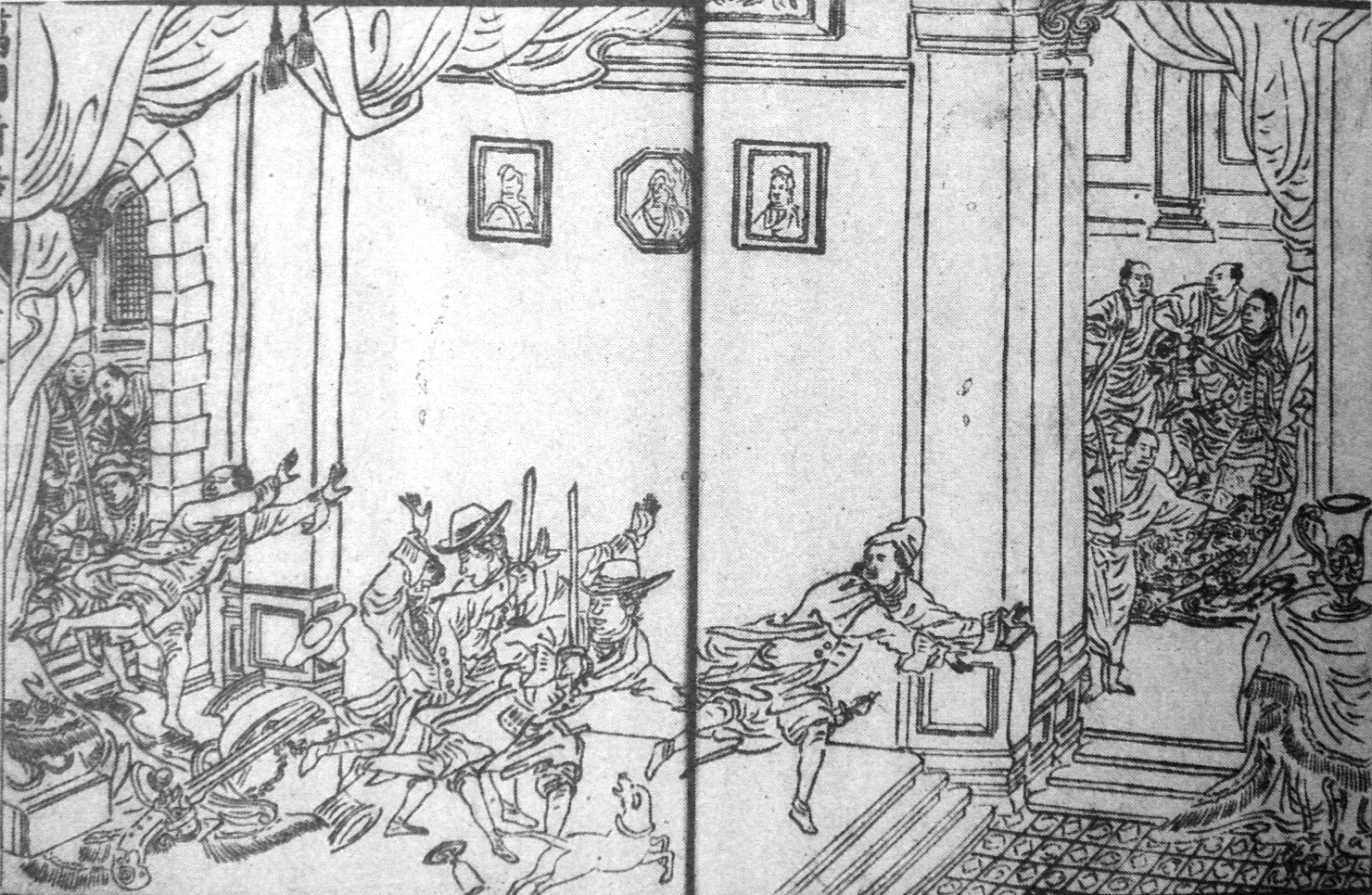
De gevangenneming van Pieter Nuyts sr. door de Japanners.

Pieter Nuyts jr. was de gelijknamige zoon van Pieter Nuyts (1598-1655), die in dienst van de Vereenigde Oostindische Compagnie van 1627 tot 1629 gouverneur was van Formosa (nu: Taiwan). Als Raad van Indië werd Nuyts sr. gevangengenomen door de Japanners. Hij kwam vrij door bemiddeling van François Caron, later burgemeester van Hulst. In december 1637 keerde hij naar Nederland terug, waar hij in het huwelijk trad met Anna van Driel op 1 januari 1640. Negen maanden later stierf ze tijdens de geboorte van Pieter jr.
Pieter Nuyts jr. huwde in 1661 met Perina Bernagie, dochter van de burgemeester van Breda. Nuyts werkte eerst als rentmeester van het Oudemannenhuis aan de Boschstraat te Breda. In 1666 werd hij secretaris van Etten, Leur en Sprundel. In 1670 werd hij stadhouder aldaar en in 1673 "schout der vrijheid", ofschoon men in deze streken niet sprak van schout, maar van "officier". Door zijn echtgenote - tante van de in Breda geboren Amsterdamse arts en toneelschrijver Pieter Bernagie (1656-1699) - kwam Nuyts in contact met de Amsterdamse literaire wereld van die tijd. In 1699 volgde hij Bernagie op als directeur van de Schouwburg in Amsterdam.

## Schrijverschap
Pieter Nuyts schreef zowel poëzie als toneelstukken en hij maakte enkele vertalingen uit het Latijn. Zijn gedichten (met name lofdichten over Breda en omgeving) werden uitgegeven in de bundel De Bredaasche Klio, die in 1697 bij de Erven van Lescailje in Amsterdam verscheen. Katharyne Lescailje schreef een drempeldicht voor deze bundel. Voor zijn puntdichten op de landing van Willem III van Engeland in 1691 ontving hij een gouden erepenning.
Nuyts schreef lof- en dankdichten aan verschillende bekende dichters van zijn tijd, waaronder Joan Pluimer, Pieter Bernagie en Katharyne Lescailje.

## Gedicht van Pieter Nuyts
Op de afbeelding van Juffr. Kataryne Lescailje, Vermaarde en volgeestige Dichteresse tot Amsteldam.
Lescailjes Weezen wert hier wel gemaalt na 't Leeven,
En aan de Waereld tot verwondering getoont;
Maar 't Rymtapyt, door haar Vernuft en Pen geweeven,
Toont best wat vlugger Geest haar schrander Brein bewoont.
Niet vreemd is 't, dat zy wierd begaaft met zulken zeegen;
Zy was een Voedsterling der Muzen alle Negen.

## Uitgaven (selectie)
- Admetus en Alcestis (treurspel), 1694
- Puntdichten, 1696
- De Bredaasche Klio uitdeelende verscheiden Gedichten betreffende de Stad, het Land en de Aangehoorigheid van Breda, 1697
- Hekeldichten van Juvenalis (vertalingen), 1695-1704

Alle werken werden uitgegeven door de Erven van Lescailje te Amsterdam.